# 馬振儀
馬振儀（?—?），字彥郇，安徽省安慶府桐城縣人。清光緒二十四年進士，授知縣。改元後充總統徐世昌秘書。詩文推崇六朝，出桐城學派之外。著《馬彥郇文集》，《詩稿》。兄振寬(另有傳)，弟振理，貢生，民國初任交通部簽事，著《詩經本第》。
光緒二十四年（1898年），参加光緒戊戌科殿試，登進士三甲165名。同年五月，著交吏部掣签分发各省，以知县即用。
馬振儀字彥郇。清光緒二十四年進士，授知縣。改元後充總統徐世昌秘書。詩文推崇六朝，出桐城學派之外。著《馬彥郇文集》，《詩稿》。兄振寬(另有傳)，弟振理，貢生，民國初任交通部簽事，著《詩經本第》。